# HD 209288
HD 209288，又名BD+10 4676，SAO 107599、HR 8397，是一颗飛馬座的恒星，视星等为6.37，位于銀經70.03，銀緯-33.98，其B1900.0坐标为赤經21h 57m 6.6s，赤緯+10° -33.98′ 31″。